# Ken Rice
Kenneth Earl Rice (Bainbridge, 14 settembre 1939 – Canton, 14 ottobre 2020) è stato un giocatore di football americano statunitense che ha militato nel ruolo di offensive tackle nell'American Football League (AFL).

## Carriera
Rice al college giocò a football con gli Auburn Tigers, venendo premiato per due volte come All-American. Fu scelto come primo assoluto dai Buffalo Bills nel Draft AFL 1961 e come ottavo assoluto dai St. Louis Cardinals nel Draft NFL 1961. Optò per giocare con i Bills dove disputò tre stagioni, venendo convocato per l'All-Star Game dopo la sua annata da rookie. Nel 1964 fu scambiato con gli Oakland Raiders. Nel 1966 i neonati Miami Dolphins scelsero Rice dai Raiders durante l'Expansion Draft. Si ritirò dal football dopo la stagione 1967 per un infortunio alla schiena.

## Palmarès
- AFL All-Star: 1

1961